# テルシディナ (小惑星)
テルシディナ (345 Tercidina) は、小惑星帯にある大きな小惑星である。C型小惑星に分類され、炭素化合物からできていると考えられている。
1892年11月23日にオーギュスト・シャルロワがニースで発見した。名前の由来は不明だが、フランス語の女性名ではないかと言われている。